# 아멜리아 쿡
아멜리아 쿡(Amelia Cooke, 1979년 5월 24일 ~ )은 미국의 배우, 영화배우이다.
콜로라도스프링스에서 태어났다.

## 영화
- 에이리언 에이전트 (2007년)
- 가장 무서운 이야기 (2006년)
- 스탠리의 여자친구 (2006년)
- 스피시즈 3 (2004년) - 아멜리아 역
- 비앤비 (1987년)